# ボーイズIIメン
ボーイズIIメン（ボーイズ・トゥ・メン、英語: Boyz II Men）は、米国フィラデルフィア出身のボーカル・グループ。
1990年代に「エンド・オブ・ザ・ロード」をはじめとする幾つもの全米ナンバーワン・ソングを記録し、R&Bの一時代を築いた。
「Boys II Men」は誤記。

## バイオグラフィ
1985年にフィラデルフィア高校に通うネイザン・モリス、マーク・ネルソン、ジョージ・バルディ、ジョン・ショート、マーガライト・ウォーカーによって結成される。バルディとショートとウォーカーは高校卒業のため脱退。
1988年にウォンヤ・モリス、マイケル・マッケリー、ショーン・ストックマンを加える。この時、グループ名をニュー・エディション（ボビー・ブラウンが在籍していたグループ）の曲名「Boys To Men」から「BOYZ II MEN」とする。1989年にベル・ビヴ・デヴォーのコンサートへ行き、楽屋に潜り込みアカペラを披露しそのまま契約に至る。2002年にマッケリーが健康上の問題を理由に脱退、以後は新メンバーを迎えることなくトリオ編成のままで活動を続けている。
現メンバー
ネイサン・モリス（Nathan Morris）
ウォンヤ・モリス（Wanya Morris）
ショーン・ストックマン（Shawn Stockman）
旧メンバー
マイケル・マッケリー（Michael McCary）（2003年に脱退）
マーク・ネルソン（Marc Nelson）（デビュー前までのメンバー）
ジョージ・バルディ（George Baldi III）
ボーイズ・トゥ・メンと言えば、心に響くバラードの名曲とアカペラのハーモニーが浮かぶ。当初は4人編成だったが、マイケル・マッケリー（Michael McCary）脱退後はネイサン・モリス（Nathan Morris）が低音とメインを担当、高音部はウォンヤ・モリス（Wanya Morris）とショーン・ストックマン（Shawn Stockman）というトリオで活動している。4人編成でモータウンに所属していた1990年代に一時代を築いた。マイケル・マッケリーが2003年に脱退したのは健康上の理由による。
1990年代、彼らは世界的規模で成功を収めた。きっかけは1992年にリリースした「エンド・オブ・ザ・ロード」がアメリカ国内にとどまらず世界各国のチャートで1位を記録したことである。この曲はBillboard Hot 100で13週連続1位という記録を打ち立て、1955年以降のビルボードチャートではエルヴィス・プレスリーの持っていた記録を36年ぶりに更新した。続いてリリースした「メイク・ラヴ・トゥ・ユー」（同チャート14週連続1位）、「ワン・スウィート・デイ」（with マライア・キャリー）（同チャート16週連続1位）でさらに記録を伸ばした。「メイク・ラヴ・トゥ・ユー」はオーストラリアでも4週連続1位を記録、また「ワン・スウィート・デイ」がうちたてた16週連続1位の記録は2019年に「オールド・タウン・ロード」（リル・ナズ・X）が17週連続1位を達成するまで破られなかった。ビルボードチャート1位在位期間では通算50週。これは史上4番目の記録である（2014年時点）。ビルボードマガジンでは「1990年代で最も成功したグループ 第4位」に挙げられている。
現在も3人編成で活動し、世界各国でツアーを行っている。最新のスタジオアルバム『コライド』 (Collide) は2014年にリリースされた。

## 1985年〜1990年: 始まり
1985年、Philadelphia High School for the Creative and Performing Arts（CAPA）にて、ネイサン・モリスとマーク・ネルソンによって結成されたユニーク・アトラクションというグループである。当初のメンバーは同級生の ジョージ・バルディ、ジョン・ショーツ、マーガリッテ・ウォーカー。1987年、学校のコーラス部でこのメンバーと知り合いだったウォンヤ・モリスが加わる。新入生だった彼がこのグループに最後まで残ることになる。1988年、バルディ、ショーツそしてマーガリッテが卒業と同時にグループを離れた。グループが新たにメンバーに加えたのがショーン・ストックマン。コーラス部で彼のソロを耳にしたことがきっかけだった。
マイケル・マッケリーの参加は偶然の出来事と言っていい。ある日、高校のバスルームでネイサン、マーク、ウォンヤそしてショーンが歌の練習をしていると、マイケルがやってきて、彼らに合わせて歌った。やがて彼がこのグループのバスパートを引き受けることになる。こうしてメンバーが固まった。彼らが学校のバスルームで練習を続けたのは、そこで歌うと響きが良かったからだ。やがてそこが彼らの集う場所になった。
彼らが影響を受けたのは、ニュー・エディションの曲やハーモニーだった。やがて彼らはニュー・エディションの曲の一つにちなんでグループ名を「ボーイズIIメン」に変えた。
1989年、彼らはチャンスを得る。高校のバレンタインパーティで街を訪れたニュー・エディションの楽屋に飛び込むと、メンバーのマイケル・ビヴンズの前で彼らは歌った。そこにいたのは同じニュー・エディションのメンバー、リッキー・ベルとロニー・デヴォー（グループのスピンオフとしてあのベル・ビヴ・デヴォーの結成を告知したばかりだった）。彼らが歌った「キャン・ユー・スタンド・ザ・レイン」（ニュー・エディションの曲）は、メンバーやスタッフその他、その場にいたすべての人々を感動させた。マイケルは彼らに電話番号を伝え、連絡してくれと彼らに話した。
後日ネイサンはマイケル・ビヴンズに電話をし、マイケルはこのグループのマネージメントを、そしてプロデュースを引き受けることを約束した。しかし、その後のレコーディングは遅々として進まず、また個人的な事情もあって、結成当時からのメンバーだったマーク・ネルソンがグループを離れるに至った（※飛行機に乗るのが嫌で脱退した、と後日本人がインタビューで語っている）。こうしてボーイズ・トゥ・メンは4人編成としてを世界的名声を得る一歩を踏み出した。

## 1991年: クーリーハイハーモニー
1991年、ファーストアルバム『クーリーハイハーモニー』(Cooleyhighharmony) がモータウンからリリースされた。プロデューサーはマイケル・ビヴンズ。アルバムはドラムサウンドに重点を置いたニュー・ジャック・スウィングで、多重録音を背後に重ねるスタイルはベル・ビヴ・デヴォー（BBD）の手法を採り入れているとも言えるが、BBDがラップや退廃的色彩を帯びたヴォーカルを売りにしていたのと対照的に、ボーイズ・トゥ・メンはクラシック・ソウル・スタイルのヴォーカルを前面に出した。このスタイルにメンバーそしてマイケル・ビヴンズのヒップホップ・ドゥーワップが重ねられる。BBDの系譜を引き継ぐグループとして、ボーイズ・トゥ・メンそして弟分のアナザー・バッド・クリエイションに代表されるのがこのスタイルである。
一般的にR&Bグループの多くが1人ないし2人のリードヴォーカルとバックコーラスというアレンジであることが多いが、ボーイズ・トゥ・メンは当初からメンバー全員がリードヴォーカルという形を取っていた。このスタイルは彼らのトレードマークとなる。ウォンヤ・モリスのビブラートの効いたテナー、ショーン・ストックマンのテナー、ネイサン・モリスのバリトンとマイケル・マッケリーのバス（彼はいくつかのヒット曲で台詞も担当している）。
アルバムのライナーノートにはそれぞれのメンバーのニックネームが記されているが、これはアルバムのマーケティングのためにマイケル・ビヴンズと共に生み出したものである。ウォンヤは「青二才」、ショーンは「やせっぽっち」、マイケルはそのまま「バス」、ネイサンは「アレックス・ヴァンダープール」（ABCのドラマの登場人物にちなんだ名前）。
ファーストシングル「モータウンフィリー」 (Motownphilly) はダラス・オースティンのプロデュース。マイケル・ビヴンズがラップの部分でカメオ出演し、このグループとの馴れ初めについて語っている。ミュージックビデオはヒップホップスタイルの色彩が強い。カメオ出演で、彼らの出身校の同窓生であるブラック・ソートとクエストラヴが出演している（ザ・ルーツのメンバー）。アルバムからのセカンドシングルは、モータウンの古典的名曲。G.C.キャメロンの「グッドバイ・トゥ・イエスタデイ」 (It's so hard to say goodbye to yesterday) で、1975年の映画『クーリー・ハイ』で使われた曲だった。続いて「ウー・アー」 (Uhh Ahh) がサードシングルとしてリリースされた。
アルバムは900万枚出荷という成功を収め、1992年のグラミー賞を獲得した（R&Bデュオ／グループベストヴォーカル部門）。またイギリス人歌手シール、そして同期のヴォーカルグループであるカラー・ミー・バッド、ダンスグループC＋Cミュージックファクトリーと共に最優秀新人賞にもノミネートされた（受賞したのはシンガーソングライターのマーク・コーン）。「モータウンフィリー」と「グッドバイ・トゥ・イエスタデイ」はR&B部門で1位を獲得、USポップチャートでもトップ5に入った。
1992年、彼らはMCハマーの「トゥー・レジット」 (2 Legit 2 Quit) ツアーに参加し、オープニングアクトを務める。米国ツアーの最中、ツアーマネージャーのカリル・ラウンドツリーがシカゴで殺害されるという事件が起きた。のちに賞を獲得した「グッドバイ・トゥ・イエスタデイ」は彼に捧げられた曲である。この出来事が、そしてこの歌が彼らの成功を後押しすることとなった。

## 1992年: エンド・オブ・ザ・ロード
1992年の全米ツアーのさなかも彼らは「エンド・オブ・ザ・ロード」のレコーディングのため頻繁にスタジオ入りした。この曲はケネス「ベイビーフェイス」エドモンズがプロデュース兼共作を担当したエディ・マーフィの映画『ブーメラン』のサウンドトラックの1曲だった。1992年6月30日にリリースされたこの曲は、2022年現在彼らの最大のヒット曲である。1992年8月15日にBillboard Hot 100チャート1位に達すると、同年11月7日まで13週連続1位にとどまり、ロック時代以降（1955年7月9日以降）のビルボードチャートでは1956年にエルヴィス・プレスリーの両A面シングル「冷たくしないで/ハウンド・ドッグ」が達成した11週連続1位という記録を36年ぶりに塗り替えた。この曲の成功によって、彼らは前途有望なR&Bスターからあっという間にスターダムを駆け上がった。
ファーストアルバム『クーリーハイハーモニー』は、1993年にこの曲を追加したバージョンで再リリースされた（ボーナス・トラックという位置づけ）。しかしこの曲は本来『ブーメラン』のサウンドトラックとして収録した1曲という扱いだったこともあり、のちにマイケル・ビヴンズがプロデュースした『イースト・コースト・ファミリーVol. 1』 (East Coast Family, Vol. 1) ではシングルコレクションのひとつとしかみなされなかった。このコンピレーション・アルバムをリリースしてほどなく、グループとマイケル・ビヴンズの共作関係は終わりを迎え、彼らはあくまでプロとしての職業的な意味で決別することになった。ボーイズIIメンはその後も数年間、ベイビーフェイスをはじめとする著名プロデューサーと曲を作り続けた。

## 1994年: II
クリスマス向けコンピレーションアルバム『レット・イット・スノウ』 (Christmas Interpretations) を1993年にリリースすると、彼らは再びスタジオワークに戻った。前作以上の期待が寄せられたのは言うまでもなく、彼らは見事にそれに答えた。1994年、『II』がリリースされる。このアルバムはアメリカ国内だけで1200万枚を出荷、R&Bグループがこれまでリリースしたアルバムのベストセラーのひとつであり、1990年代を代表するアルバムのひとつである。
アルバムに収録されている曲の多くは、Tim & Bob（ティム・ケリーとボブ・ロビンソン）（5曲）、ベイビーフェイス（2曲）そしてあのジャム＆ルイス（2曲）によるもの。ジャム＆ルイスの「オン・ベンデッド・ニー」 (On Bended Knee) 、ベイビーフェイスの「メイク・ラヴ・トゥ・ユー」 (I'll Make Love to You) そして「ウォーター・ランズ・ドライ」 (Water Runs Dry) は、このアルバムを代表するシングルとしてヒットした。
「メイク・ラヴ・トゥ・ユー」は「エンド・オブ・ザ・ロード」が記録したBillboard Hot 100チャート13週連続1位の記録を打ち破り、14週間連続でチャート1位に居続けた。この曲に入れ替わって1位になったのが「オン・ベンデッド・ニー」。Billboard Hot 100チャート1位を自らの曲で更新したアーティストとしては、ビートルズ、エルヴィス・プレスリーに次いで3組目となった。
第37回グラミー賞(1995年3月1日)。彼らはR&Bベストアルバム部門（『II』）、そしてR&Bデュオ／グループベストヴォーカル部門（「メイク・ラヴ・トゥ・ユー」）の2部門で賞を獲得した。

## 1997年〜1998年: 『エヴォルーション』のリリース、そしてレコード会社との軋轢
モータウンは『リミックス・コレクション』 (The Remix Collection) の制作にとりかかる。『クーリーハイハーモニー』と『II』からの曲をリミックスしたコンピレーションアルバムだったが、これに対しグループは異を唱える。彼らにしてみれば、このアルバムに収められた「編集もの」はボーイズIIメンを代表する曲とはとうてい言いがたいものだったからだ。しかしアルバムは彼らの許可なしにリリースされた。これがモータウンと彼らとの間に生まれたわだかまりの発端だった。ほどなくして彼らはレコード会社を立ち上げる（ストーンクリーク社。のちにアンクル・サムの作品をリリースする）。ストーンクリークで制作した作品はモータウンではなくエピックレコード社からリリースされた。
サードアルバム『エヴォルーション』 (Evolution) は1997年半ばにリリースされた。この作品は賛否両論を呼ぶ出来で、売り上げは300万枚。1200万枚という前作『II』の桁外れの記録や、『クーリーハイハーモニー』の900万枚にはとうてい及なかった。このアルバムの収録曲でBillboard Hot 100チャート1位を記録したのはジャム&ルイスがプロデュースした「シーズンズ・オブ・ロンリネス」 (4 Seasons of Loneliness) のみ。ベイビーフェイスの「ソング・フォー・ママ」 (A Song for Mama) （彼がプロデュースした映画『ソウルフード』のテーマ曲）はトップ10にランクインしたものの、3枚目のシングル「キャント・レット・ハー・ゴー」 (Can't Let Her Go) は期待にそぐわず振るわなかった。
1997年に始まったワールドツアー『エヴォルーション』は、チケットの売り上げという意味では大きな成功を収めたものの、レコード会社との軋轢やメンバー間のいざこざにグループは悩まされることになる。さらにメンバーの健康問題が追い打ちをかけた。『エヴォルーション』アルバムのツアーの最中、ウォンヤ・モリスの声帯ポリープが悪化し、彼の回復までいくつかの公演が延期されることになった。また、マッケリーの脊柱側彎（そくわん）症も悪化し、ダンス曲でのパフォーマンスが困難なほどになった。
1998年のグラミー賞では2部門にノミネートされた。『エヴォルーション』（ベストR&Bアルバム部門）そして「ソング・フォー・ママ」（R&Bデュオ／グループベストヴォーカル部門）である。

## 1999年〜2001年: 『ネイザン マイケル ショーン ウォンヤ』
1999年、モータウンの親会社であるポリグラムがユニバーサル ミュージック グループに買収された。主たる企業再編の過程で、モータウンはユニバーサル傘下のユニバーサル・レコードに吸収合併され、ボーイズ・トゥ・メンもユニバーサルの所属アーティストになる。
2000年の『ネイザン マイケル ショーン ウォンヤ』 (Nathan Michael Shawn Wanya) はユニバーサルからリリースした唯一のアルバムである。収録曲はメンバーが中心になって書かれ、プロデュースされた。これは彼らの新たな音楽を模索する試みであったと当時に、彼らの成功はヒットメーカーであるベイビーフェイス頼みだという懐疑的な声に対するメッセージでもあった。アルバムへの批評は前作より好意的なものだったが、売り上げとしてはアメリカ国内で50万枚、世界では100万枚だった。「パス・ユー・バイ」 (Pass You By) と「サンキュー・イン・アドヴァンス」 (Thank You in Advance) はメディアの注目を浴びたが、どちらもヒットと呼ぶには至らなかった。
2001年、グループはユニバーサルを離れる。1991年に彼らを国際的スターへと導いたモータウンとの関係はこれをもって終わりを迎えた。ユニバーサルは大成功を収めたヒット曲のコンピレーションアルバム『レガシー〜ボーイズIIメン・グレイテスト・ ヒッツ』 (Legacy: The Greatest Hits Collection) をリリースし、グループとの契約は終了した。

## 2002年〜2003年: 『フル・サークル』と「ザ・カラー・オブ・ラヴ」
2002年にアリスタ・レコードとの契約を契約を結ぶと、彼らはアルバム『フル・サークル』 (Full Circle) のレコーディングに取りかかった。新曲「ザ・カラー・オブ・ラヴ」 (The Color of Love) はベイビーフェイスによるプロデュース。1990年代に彼らが味わった大成功の再現を図る試みだった。アルバムのプロモーションには十分な予算がつぎ込まれ、「ザ・カラー・オブ・ラヴ」のミュージックビデオにもアリスタは予算と力を注ぎ込んだ。メンバーそれぞれのパートが4つの異なる国で撮影され、最後にニューヨークで撮影された（マイケルの撮影地はインドで、監督はリトルX、ショーンは東京、監督はハイプ・ウィリアムズ、ネイサンはガーナ、監督はベニー・ブーム、ウォンヤはプエルトリコ、監督はクリス・ロビンソン）。このミュージックビデオはBET局でのデビューを飾るに至ったが、プロモーションにもかかわらず十分な成果を得ることはできなかった。前作同様アメリカ国内で50万枚強、世界通算で100万枚の出荷にとどまった。
『フル・サークル』は、ボーイズIIメンが4人組としてリリースした最後のアルバムである。メジャーレーベルによる手厚いプロモーションもこのアルバムをもって終わった。2003年1月30日、脊柱側彎（そくわん）症の持病をかねてから抱えていたマイケル・マッケリーがグループから脱退した。アリスタは同年4月30日にボーイズ・トゥ・メンとの契約を解除する。残された3人のメンバーは音楽シーンの最先端を追い続ける人々の目から消えてしまった。彼らの音楽が、当時の音楽産業の中で居場所を見つけられなかったためだ。

## 2004年〜2006年: 『スローバック Vol.1』と『ザ・レメディー』
仕切り直しの時
スポットライトから遠ざかっていた数年を経て、ボーイズIIメンはコッホ・レコーズの支援を受けたオリジナル・レーベル、MSMミュージック・グループを立ち上げ、2004年に『スローバック Vol.1』をリリースした。アルバムはダズ・バンドの「レット・イット・ホイップ」、マイケル・ジャクソンの「ヒューマン・ネイチャー」のようなR&Bやソウルの古典、ボビー・コールドウェルの「風のシルエット」というヒットシングル等のカバー集である。収録にあたっては、ネイサンがバスのパートとバリトンのパートを担当した。アルバムはBillboard 200チャートで59位にランクインした。グループはこのアルバムをメインに据えたオリジナルツアーを北アメリカとアジアで行った。ツアー側からのプロモーションはそれほど行わなかったものの、アルバムは20万枚を越える売り上げを達成した。
2005年、ハイチ救済プロジェクト『アポカリプス』でアンダーソン・カミューとCDを作成。2006年には、根強いファンが多い日本国内限定で、アルバム『ザ・レメディー』 (The Remedy) をリリース。日本以外の地域については、このアルバムはグループのウェブサイト上でオンライン限定での販売となった（2007年2月14日）。

## 2007年〜2008年: 『ヒッツヴィルUSA』
2007年半ば、彼らはユニヴァーサル・レコードと再び契約を結び、デッカ・レコードのレーベルによるアルバム『モータウン〜ヒッツヴィルUSA』 (Motown: A Journey Through Hitsville USA) をリリースした。アルバムはモータウンがかつて世に送り出した曲の数々をカバーしたもので、アメリカン・アイドルの審査員として名を馳せたランディ・ジャクソンが共同プロデューサーとして参加した。テンプテーションズの「はかない想い」、マーヴィン・ゲイとタミー・テレルの「セイム・オールド・ソング/リーチ・アウト・アイル・ビー・ゼア」、同じくマーヴィンの「マーシー・マーシー・ミー」や、スモーキー・ロビンソン&ザ・ミラクルズの「The Tracks of My Tears」が、そして彼ら自身の曲 「エンド・オブ・ザ・ロード」もアカペラ・バージョンで収録されている。
アルバムは商業的には成功と呼べる結果を収め、アメリカR&Bチャートで6位を記録。イギリスでは10万枚の売り上げを達成した。評論家も好意的で、2009年の第51回グラミー賞で彼らは2部門にノミネートされた（『モータウン』でベストR&Bアルバム部門、「リボン・イン・ザ・スカイ」 (Ribbon in the Sky) でR&Bデュオ／グループベストヴォーカル部門）。
2008年、彼らはショー番組『ドント・フォーゲット・ザ・リリックス」 (Don't Forget the Lyrics) に登場し、そのパフォーマンスで好評を博した。獲得した50万ドルを2つの慈善事業に寄付する。このイベントへの出演を通じて、人々は次のアルバムに興味を抱くようになる。

## 2009年: 『ラヴ』
2009年、彼らは新しいカバーアルバムをリリースする予定であることを発表した。ショーン・ストックマンによれば、このカバー曲集は「おそらく僕らがカバーするとは誰にも想像がつかないような」曲を収録したもので、事実、R&Bという垣根を越えて、様々なラブ・ソングのカバーによって構成されていた。

## 2011年〜2012年: 『ラヴ・クルーズ』と『TWENTY』
デビュー20周年そしてバレンタイン・デーに合わせ、ボーイズ・トゥ・メンは『ラヴ・クルーズ』 (Love Cruise) の開催を発表した。このクルーズは2011年2月11日から14日にかけて、フロリダ州マイアミを出発しバハマのナッソーへと向かう旅である。乗客はグループによるウェルカム・カクテルパーティ、彼らのコンサート、ファン感謝コンサート、メンバーとの写真撮影（少人数での）、プロムイベント、ポーカー大会、デッキでのパーティー（メンバーやゲストDJ、ミキサーが参加、プレゼントもあり）、ボーイズ・トゥ・メンの出演する他のイベントに参加できる抽選会など、様々な催しを楽しんだ。また、参加した夫婦はメンバーからの厚い祝福のもと、結婚の誓いを新たにした。
デビュー20周年を記念して名付けられたアルバム『TWENTY』 (Twenty) は2枚組のCDで、1枚は13曲のオリジナル、もう1枚は彼らの以前のヒット8曲を新たに録り直したものだった。2011年10月25日にリリースされたこのアルバムは、MSMミュージックグループに移ってから4枚目のアルバムだった。日本では国内最大の独立系レーベルであるエイベックスのバックアップを受け、アメリカでの公式発売日より13日早くリリースされた。
実はこのアルバムのために、マイケル・マッケリーの復帰が告知されていた。2009年9月6日、バージニアビーチでのコンサートの際、20周年記念アルバムは「4人」でリリースするとショーン・ストックマンが告げると、場内は割れんばかりの高らかな拍手に満たされた。しかしこのアナウンスのすぐ後、マッケリーはこれを否定しており、結局このアルバムに参加することはなかった。
2012年、日本のロックバンドL'Arc〜en〜Cielのトリビュート・アルバム『L'Arc〜en〜Ciel Tribute』で「Snow drop」をカバーした。

## 2013年〜現在: パッケージ・ツアー そして『コライド』
2013年1月22日、彼らは『ザ・ビュー』 (The View) にニュー・キッズ・オン・ザ・ブロックそして98ディグリーズとともに出演し、3グループのジョイントツアーを2013年の夏に行うと発表。2013年2月20日の時点で、グループはこの年の3月1日でツアーを終了し、今後はラスヴェガスのミラージュ・ホテル・アンド・カジノで演奏をすると告知した。
2014年1月13日、テレビドラマ『ママと恋に落ちるまで』の最終章（タイトルは「究極のビンタを目指して」）に出演し、挿入歌「You Just Got Slapped」をアカペラで歌った。
2014年10月21日、彼らの11枚目のアルバム『コライド』 (Collide) がリリースされた。

## 彼らのスタイル、そして彼らの与えた影響
アカペラ、そしてR&Bにおけるボーイズ・トゥ・メンの存在の大きさは計り知れない。彼らのスタイルはいわゆる「クロスオーバー」で、様々なジャンルの音楽を取り入れたものである。1990年代は、R&Bが音楽の主流だった1970年代への回帰を目指すムーヴメントの時代であり、彼らはその1990年代音楽シーンの最先端にいた。ヒップ・ホップとR&Bを組み合わせたスタイルは他のグループにも見られたものだったが、彼らに大きな成功をもたらしたのは、それにハーモニーを加えたという点だった。このスタイルは2000年代そして2010年代のポップチャートにおけるR&Bには欠かせないもので、彼らはその先駆者とみなされている。2012年1月5日、ボーイズ・トゥ・メンはハリウッドのウォーク・オヴ・フェイムに加えられた。

## ディスコグラフィ

### スタジオ・アルバム
- 『クーリーハイハーモニー』 - Cooleyhighharmony（1991年）
- 『レット・イット・スノウ』 - Christmas Interpretations（英語版）（1993年）
- 『2』 - II（1994年）
- 『エヴォルーション』 - Evolution（1997年）
- 『ネイザン・マイケル・ショーン・ウォンヤ』 - Nathan Michael Shawn Wanya（2000年）
- 『フル・サークル』 - Full Circle（2002年）
- 『スローバック Vol.1』 - Throwback, Vol. 1（2004年）
- 『ザ・レメディ』 - The Remedy（2006年）
- 『モータウン〜ヒッツヴィルUSA』 - Motown: A Journey Through Hitsville USA（2007年）
- 『ラヴ』 - Love（2009年）
- 『TWENTY』 - Twenty（2011年）
- Collide（2014年）
- 『アンダー・ザ・ストリートライト』 - Under the Streetlight（2017年）

### コンピレーション・アルバム
- 『リミックス・コレクション』 - The Remix Collection（1995年、Motown）
- 『エクストラズ』 - Extras（1996年、Motown）
- 『エンド・オブ・ザ・ロード〜ボーイズIIメン・バラード・コレクション』 - The Ballad Collection（2000年、Universal）
- 『レガシー〜ボーイズIIメン・グレイテスト・ヒッツ』 - Legacy: The Greatest Hits Collection（2001年、Universal、Motown、Chronicles）
- 20th Century Masters – The Millennium Collection: The Best of Boyz II Men（2003年、Motown）
- 『ダンス・コレクション』 - The Dance Collection（2004年、Universal）※日本独自企画盤
- Best Selection（2009年、Motown）
- 『ウィンター/リフレクションズ』 - Winter/Reflections（2005年、MSM/Urban）
- The Best of Boyz II Men: Green Series（2005年）
- 『カヴァード - ウィンター』 - Covered: Winter（2010年、MSM/Urban）
- 『エンド・オブ・ザ・ロード』 - End of the Road – The Collection（2011年、Universal）
- Icon（2013年、Motown）

### 主なシングル
- 「エンド・オブ・ザ・ロード」 - "End Of The Road"（1992年）※全米13週連続1位
- 「メイク・ラヴ・トゥ・ユー」 - "I'll Make Love To You"（1994年）※全米14週連続1位
- 「ベンデッド・ニー」 - "On Bended Knee"（1994年）※全米1位
- 「ワン・スウィート・デイ」 - "One Sweet Day"（1995年）※全米16週連続1位。マライア・キャリーとのデュエット
- 「シーズンズ・オブ・ロンリネス」 - "4 Seasons Of Loneliness"（1997年）※全米1位

## 来日公演
- 1994年

11月14日 日本武道館、16日 東京厚生年金会館、19日 東京ベイNKホール
- 1997年 Evolution Tour

12月2日〜4日 日本武道館、5日 名古屋センチュリーホール、9日 大阪城ホール
- 1998年 Motown 40th Anniversary

11月25日 大阪ドーム、26日 東京ドーム
- 2001年

1月9日、10日、12日、13日 日本武道館、14日 横浜アリーナ、16日、17日 大阪城ホール、18日 愛知県体育館、20日 福岡国際センター
- 2003年

1月31日 マリンメッセ福岡、2月2日 大阪城ホール、3日 名古屋レインボーホール、5日〜7日 日本武道館、9日 岩手産業文化センター
- 2004年
- 2007年

1月12日 岩手県民会館、14日 仙台サンプラザ、15日、16日 東京国際フォーラムホールA、18日 大阪厚生年金会館大ホール、19日 神戸国際会館こくさいホール、20日 福岡サンパレス、21日 アルカスSASEBO大ホール
- 2009年 Boyz II Men with NYSE Japan Tour

7月28日 梅田芸術劇場メインホール、8月1日 名古屋センチュリーホール、4日 パシフィコ横浜国立大ホール
- 2010年 Boyz II Men with NYSE Japan Tour

8月2日 ウェルシティ広島、3日 北陸電力会館本多の森ホール（旧石川厚生年金会館）、4日 梅田芸術劇場メインホール、6日 愛知県芸術劇場・大ホール、7日、8日 東京国際フォーラム・ホールA
- 2011年 20th Anniversary Japan Tour 2011

11月12日 広島市文化交流会館、13日 梅田芸術劇場メインホール、16日 仙台サンプラザホール、18日 ニトリ文化ホール、21日 名古屋センチュリーホール、22日 福岡サンパレスホテル＆ホール、24日、25日 東京国際フォーラムホールA
※日本公演に先立ち、スポンサーを務めるアイリオ生命とともに、東日本大震災心理支援センターが行う東日本大震災被災者の心のケアに関わる諸活動を支援する公式コメントをリリースした。
- 2012年　Boyz II Men Winter JAPAN TOUR 2012〜ボーイズIIメン クリスマスコンサート〜

12月22日、23日 パシフィコ横浜・国立大ホール、24日 愛知県芸術劇場・大ホール
（12月14日 仙台サンプラザ、16日 福岡市民会館大ホール、18日 ニトリ文化ホール、20日 梅田芸術劇場メインホール公演は、主催者側の都合により公演中止）
- 2014年　ボーイズIIメン ジャパン・ツアー 2014

9月19日、20日 東京国際フォーラム・ホールA、22日 愛知県芸術劇場・大ホール、23日 オリックス劇場